# 岩本三郎
岩本三郎（いわもと さぶろう、1969年1月14日 - 2005年4月）は、日本の元サッカー選手、サッカー指導者。現役時代のポジションはミッドフィールダー。兄の岩本慎二郎はサッカー指導者。

## 来歴
小学6年時に船橋FCの選手として全日本少年サッカー大会優勝に貢献し、優秀選手に選出 。当時は天才少年と称された。
船橋市立坪井中学校を経て帝京高等学校に進学。同期には巻田清一、1学年下に礒貝洋光、森山泰行がいる。帝京高校1年時に日本ジュニアユース代表に選ばれ、同年8月のAFC U-17選手権1985予選、1985年2月の本大会に出場した。1年時と2年時には日本ユース代表に選ばれた。3年時には帝京高校で主将を務めたほか、東京都選抜に選ばれ国体少年の部優勝に貢献した。
1987年、日本サッカーリーグ1部の古河電気工業サッカー部（後のJR東日本古河サッカークラブ）に加入。同期には大塚一朗らがいる。1989-90シーズンのJSL1部第10節、フジタ戦でデビューし、1990-91シーズンまでにリーグ戦2試合に出場。同シーズン終了後に引退しJR古河ジュニアユースのコーチとなった。
1992年、JR古河がプロ化によりジェフユナイテッド市原へ移行した際に選手として復帰したが、出場機会はなかった。
その後はサッカー指導者に戻り、熊本県立大津高等学校などでコーチを務めた。
2005年4月、交通事故により死去。

## 個人成績
| 国内大会個人成績 | 国内大会個人成績 | 国内大会個人成績 | 国内大会個人成績 | 国内大会個人成績 | 国内大会個人成績 | 国内大会個人成績 | 国内大会個人成績 | 国内大会個人成績 | 国内大会個人成績 | 国内大会個人成績 | 国内大会個人成績 |
| 年度             | クラブ           | 背番号           | リーグ           | リーグ戦         | リーグ戦         | リーグ杯         | リーグ杯         | オープン杯       | オープン杯       | 期間通算         | 期間通算         |
| 年度             | クラブ           | 背番号           | リーグ           | 出場             | 得点             | 出場             | 得点             | 出場             | 得点             | 出場             | 得点             |
| 日本             | 日本             | 日本             | 日本             | リーグ戦         | リーグ戦         | リーグ杯         | リーグ杯         | 天皇杯           | 天皇杯           | 期間通算         | 期間通算         |
| ---------------- | ---------------- | ---------------- | ---------------- | ---------------- | ---------------- | ---------------- | ---------------- | ---------------- | ---------------- | ---------------- | ---------------- |
| 1987-88          | 古河             |                  | JSL1部           |                  |                  |                  |                  |                  |                  |                  |                  |
| 1988-89          | 古河             |                  | JSL1部           |                  |                  |                  |                  |                  |                  |                  |                  |
| 1989-90          | 古河             |                  | JSL1部           |                  |                  |                  |                  |                  |                  |                  |                  |
| 1990-91          | 古河             |                  | JSL1部           |                  |                  |                  |                  |                  |                  |                  |                  |
| 1992             | 市原             | -                | J                | -                | -                | 0                | 0                | 0                | 0                | 0                | 0                |
| 通算             | 日本             | 日本             | J                | 0                | 0                | 0                | 0                | 0                | 0                | 0                | 0                |
| 通算             | 日本             | 日本             | JSL1部           | 2                | 0                |                  |                  |                  |                  |                  |                  |
| 総通算           | 総通算           | 総通算           | 総通算           | 2                | 0                |                  |                  |                  |                  |                  |                  |